# Mina Dostler
Mina Dostler (* 27. Mai 1910 in Weiden in der Oberpfalz; † 27. Februar 1994 ebenda; geboren als Mina Sindersberger) war eine deutsche Landwirtin und Mitglied des Bayerischen Senats.
Dostler besuchte die Volksschule in Weiden und die höhere Mädchenschule in Weiden und Pielenhofen. 1926 begann sie mit einem Vorbereitungspraktikum zur Kindergärtnerin. 1927 brach sie ihre Ausbildung ab, nachdem ihr Vater verstarb. Daraufhin übernahm sie die Führung der Postagentur in Wettenhausen im Landkreis Günzburg. 1928 begann sie als Lohnbuchhalterin in der Porzellanfabrik Seltmann Weiden. 1934 stieg sie durch Heirat in den landwirtschaftlichen Lehrbetrieb in der Weidener Leihstadtmühle ein. 1938 wurde sie als landwirtschaftliche Lehrfrau anerkannt, 1950 in diesem Amt bestätigt. Von 1949 bis 1977 war sie Kreis- und Bezirksbäuerin des BBV im Bezirk Oberpfalz, danach war sie Ehrenbezirksbäuerin. Von 1962 bis 1969 gehörte sie dem Bayerischen Senat für die Gruppe der Land- und Forstwirtschaft an.